# Hernando Pizarro Leongómez
Hernando Pizarro Leongómez (Cartagena de Indias, 1959-Bogotá, 25 de febrero de 1995) alias Coroncoro o Pesca, fue un  guerrillero colombiano. Fue comandante del Comando Ricardo Franco, primera disidencia de las FARC-EP. Ejecutó junto a José Fedor Rey, alias “Javier Delgado” o “El Monstruo de los Andes” la Masacre de Tacueyó, Cauca donde según las investigaciones judiciales, fueron asesinadas 125 personas, pero reportes de prensa de la época registraron 164 víctimas.

## Biografía
Fue uno de los cinco hijos del Almirante Juan Antonio Pizarro y Margoth Leongómez. Hermano menor del también guerrillero, fundador y comandante de la guerrilla urbana y luego partido político del Movimiento 19 de abril (M-19) Carlos Pizarro Leongómez.
Al igual que su hermano comenzó en el grupo guerrillero Fuerzas Armadas Revolucionarias de Colombia (FARC), pero Hernando se queda hasta 1980. Se sabe que realizó gestiones para adquirir armas para las FARC-EP además de ser estafeta (mensajero). En 1980 integró el denominado comando del M-19 Carlos Arturo Sandoval Valero, que efectuó varios asaltos en el Cauca.

### Comando Ricardo Franco
Pizarro se unió al Comando Ricardo Franco en 1982 primera de las disidencias de las FARC-EP. creado por alias Javier Delgado también procedente de las FARC-EP y que había sido expulsado de dicha organización y se había robado un millón de dólares para crear el Comando Ricardo Franco Frente Sur. Se le conoció con el alias de "Coroncoro" debido a una canción de moda en aquel entonces.
En agosto de 1984 dirigió un grupo que asalto a Yumbo (Valle del Cauca), liberó a los criminales de la cárcel y saqueó el comercio.
En enero de 1985, se conoció que se desempeñaba como segundo cabecilla del Además, dirigió el asalto a la localidad de Santander de Quilichao (Cauca), donde fueron asesinados dos policías. En abril del mismo año, dirigió un grupo armado, que en la localidad de Páez (Cauca), asesinó a otros dos policías y robo armamento. Un día después, dirigió el asalto a Toribío (Cauca), donde asesinaron cuatro agentes. En octubre dirigió el asalto a Miranda (Cauca), donde fueron destruidos el puesto de policía y la Caja Agraria. 

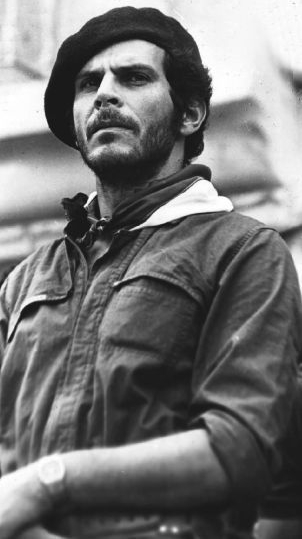
Carlos Pizarro Leóngoméz comandante del M-19 y su hermano.

### Masacre de Tacueyó
Fue sindicado de participar activamente en la  Masacre de Tacueyó donde asesinaron a más de 164 personas. Por esa masacre este grupo sería expulsado de la Coordinadora Nacional Guerrillera.
En 1986 pasó a la clandestinidad tras la persecución hecha por las FARC-EP y por el Ejército Nacional. Tras el fin del Ricardo Franco, Hernando Pizarro resolvió vivir en la clandestinidad. Pizarro, quien intento unirse al M-19, fue rechazado por su hermano Carlos Pizarro, quien le sugirió que se suicidara.

## Homicidio
En 1995 fue sacado de una residencia en el norte de Bogotá, y tras suplicar ayuda a los vecinos del sector, muere asesinado en un barrio del mismo sector por personajes desconocidos.

### Investigaciones
Por este hecho fue acusado Gustavo Sastoque, un funcionario del ala administrativa de la Fiscalía General de la Nación. Sastoque había sido citado en las oficinas del Departamento Administrativo de Seguridad donde fue detenido sin orden de captura por agentes de la entidad y fue acusado por un fiscal sin rostro presentándose como prueba las declaraciones de Olga Ester Guevara residente del sector donde asesinaron a Pizarro asegurando ver a Sastoque asesinar al exguerrillero de un tiro en la cabeza. A pesar de haber presentado pruebas a su favor Gustavo Sastoque fue condenado a 40 años por el crimen de Hernando Pizarro de los que solo pago 10 ya que se comprobó de que fue inculpado por el crimen para encubrir a los verdaderos asesinos quienes se supo más adelante eran miembro de la unidad B-2 de inteligencia del Ejército Nacional de Colombia como declaró un testigo codificado como Emilio 1, (un testigo sorpresa que se hizo famoso por declarar contra altos oficiales del ejército de estar involucrados en la muerte del líder conservador Álvaro Gómez Hurtado) quien dio detalles del crimen y del montaje contra Santoque aludiendo un complot entre la Fiscalía y el ejército para cubrir el crimen y revelando  a su vez de que el crimen de Hernando Pizarro obedeció a un intento de desaparecerlo debido a que tenía información y conocimiento de una unión entre miembros del ejército con grupos paramilitares. Gustavo Sastoque fue liberado en 2005 tras comprobarse su inocencia.
En el 2020 el antiguo secretariado de las FARC-EP se atribuyó su homicidio, y el de 4 personas más, incluyendo el crimen de Gómez Hurtado ante la Jurisdicción Especial para la Paz.